# Premi Vèrtex
El Premi Vèrtex és un premi que convoquen la Federació d'Entitats Excursionistes de Catalunya (FEEC) i Cossetània Edicions des de l'any 2000, destinat a premiar la millor guia d'itineraris de muntanya relacionats amb una zona determinada de Catalunya, Andorra, País Valencià, Illes Balears o aquests territoris en general, en qualsevol modalitat d'esports de muntanya: senderisme, muntanyisme, alpinisme, BTT, descens de barrancs, esquí de muntanya, rutes amb raquetes de neu, escalada, etc.
| Edició | Any  | Títol | Autor                                        |
| ------ | ---- | --- | -------------------------------------------- |
| I      | 2000 | Les Muntanyes de Prades                                                                                                | Ignasi Planas                                |
| II     | 2001 | Escalades als Frares Encantats de Montserrat                                                                           | Daniel Brugarolas                            |
| III    | 2002 | El Bages en BTT | Josep Maria Ferrer i Josep Lluís Jurado      |
| IV     | 2003 | Grimpant pel massís del Port                                                                                           | Joan Tirón                                   |
| V      | 2004 | L'Alt Berguedà en 24 itineraris                                                                                        | Raimon Rovira, Pere Robert i Xavier Losantos |
| VI     | 2005 | 25 excursions pel front del Pallars                                                                                    | Joan Ramon Segura                            |
| VII    | 2006 | Muntanyes de Canejan. Val de Toran                                                                                     | Montserrat Timoneda i Jaume Llanes           |
| VIII   | 2007 | Excursionisme pel Montsec                                                                                              | Joan Ramon Segura                            |
| IX     | 2008 | A peu per l'Alta Garrotxa                                                                                              | Nil Jaile                                    |
| X      | 2009 | Escalades clàssiques a Montserrat, el Cairat i Sant Llorenç de Munt i l'Obac                                           | Albert i Òscar Masó                          |
| XI     | 2010 | L'esquí nòrdic a Catalunya. 65 passejades amb esquís                                                                   | Iñaqui Núñez                                 |
| XII    | 2011 | Camins d'aigua. Excursions als naixements i capçaleres dels rius de Catalunya                                          | Albert Vicens                                |
| XIII   | 2012 | La batalla de l'Ebre. 14 itineraris en BTT A peu de la Cerdanya a Barcelona. 25 excursions d'estació a estació de tren | David Sancho David Claret .                  |
| XIV    | 2013 | Excursions per la història de Collserola                                                                               | Iñaki Núñez                                  |
| XV     | 2014 | Serra de Sant Gervàs i muntanyes veïnes                                                                                | Joan Ramon Segura                            |
| XVI    | 2015 | Els 2900 de Catalunya                                                                                                  | Victor de Mas                                |
| XVII   | 2016 | Excursions per la serra de Mont-roig i muntanyes veïnes                                                                | Joan Ramon Segura i Antoni Satorra           |
| XVIII  | 2017 | La carena infinita. Del Cadí al Canigó                                                                                 | Joan Franesc Callado                         |
| XIX    | 2018 | 15 excursions a peu pel Pallars Sobirà                                                                                 | Xavier Agut                                  |
| XX     | 2019 | A peu per Montdeví i altres serres de Ponent                                                                           | Francesc Antillach i Antònia Ortiz           |
| XXI    | 2020 | Premi desert |                                              |
| XXII   | 2021 | Les crestes de la Val d'Aran                                                                                           | Jaume Llanes i Montserrat Timoneda           |
| XXIII  | 2022 | El Prepirineu del Segre (Títol provisional)                                                                            | David Guiu i Olga Rovira                     |